# C. & R. Poillon
C. & R. Poillon est une entreprise de construction navale du XIXe siècle à Brooklyn, New York. L'entreprise a employé plus de 300 travailleurs, possédait plusieurs chantiers navals et a lancé 175 navires. L'entreprise est l'une des entreprises de clippers les plus connues et le dernier des constructeurs de bateaux à coque en bois à New York.